# Dolní Čermná
Dolní Čermná é uma comuna checa localizada na região de Pardubice, distrito de Ústí nad Orlicí.